# 孔雀明王

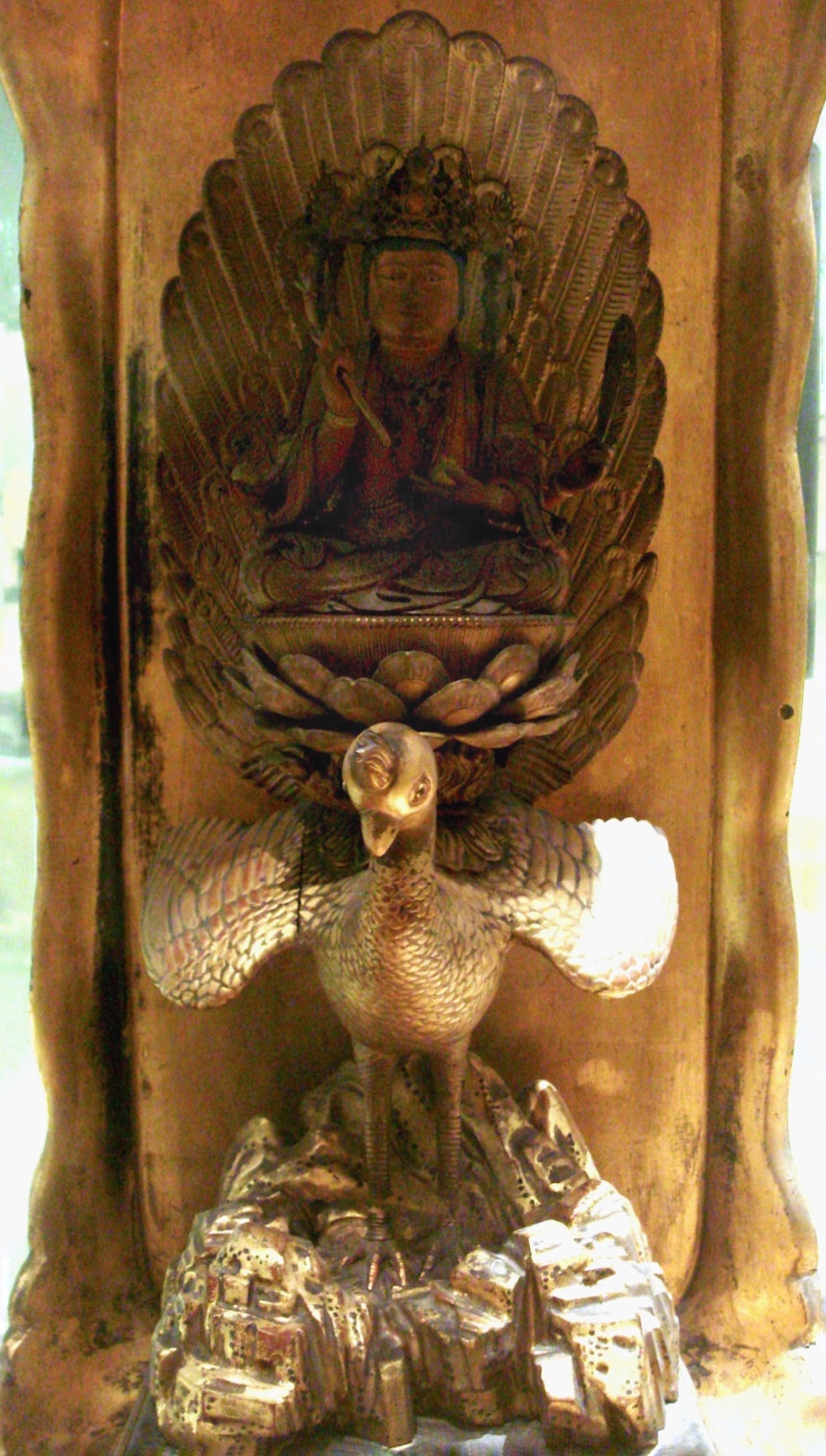
孔雀明王像
（ギメ東洋美術館所蔵）

孔雀明王（くじゃくみょうおう、梵: Mahāmāyūrī‐vidyā‐rājñī）は、仏教の信仰対象であり、密教特有の尊格である明王の1つ。衆生を利益する徳を表すとされる。

## 概要
元来はインドの女神マハーマーユーリー（महामायूरी、Mahāmāyūrī）で、パーンチャ・ラクシャー（五守護女神）の一柱。
マハーマーユーリーは「偉大な孔雀」の意。摩訶摩瑜利（まかまゆり）、孔雀仏母、孔雀王母菩薩とも呼ばれる。憤怒の相が特徴である明王のなかでは珍しく、慈悲を表した菩薩形をもつ。孔雀の上に乗り、一面四臂の姿で表されることが多い。4本の手にはそれぞれ倶縁果、吉祥果、蓮華、孔雀の尾を持つ。なお、京都・仁和寺の画像（北宋時代、国宝）のように三面六臂に表された像もある。

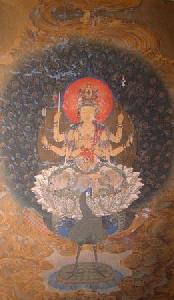
孔雀明王（仁和寺）

孔雀は害虫や毒蛇を食べることから孔雀明王は「人々の災厄や苦痛を取り除く功徳」があるとされ信仰の対象となった。後年になると孔雀明王は毒を持つ生物を食べる＝人間の煩悩の象徴である三毒（貪り・嗔り・痴行）を喰らって仏道に成就せしめる功徳があるという解釈が一般的になり、魔を喰らうことから大護摩に際して除魔法に孔雀明王の真言を唱える宗派も多い。また雨を予知する能力があるとされ祈雨法（雨乞い）にも用いられた。
なお、京都市の三十三間堂の解説によると、孔雀明王が騎乗する孔雀を独立した尊格としたものが、千手観音の眷属である二十八部衆のうちの一尊である「金色孔雀王」である。
孔雀明王を本尊とした密教呪法は孔雀経法とよばれる。真言密教において孔雀経法による祈願は鎮護国家の大法とされ最も重要視された。
経典：大孔雀明王経（仏母大孔雀明王経）、大孔雀明王画像壇場儀軌
『仏母大孔雀明王経』について渡辺照宏によれば「仏母　明王」とは「明妃」（ヴィドヤー・ラージュニー　明王の女性形）の別訳で本来は陀羅尼（ダーラニー　女性名詞）であったという。

## 起源
猛毒のヘビを食べるクジャクを神格化したものとされる。7世紀から8世紀初頭のタイでは、嘴をもつ有翼動物に騎乗する仏陀の三尊像が造られている。

## 日本における造像例
日本では奈良時代ごろから信仰され、創建当初の西大寺金堂に安置されていたとの記録もある。仁和寺には北宋時代の絵画が伝えられ、高野山金剛峯寺には快慶作の彫像が残されている。

## 真言
```
「おん　まゆらきらんてい　そわか」
（oṃ mayūrā krānte svāhā）
```

## 陀羅尼
のうもぼたや・のうもたらまや・のうもそうきゃ・たにやた
・ごごごごごご・のうがれいれい・だばれいれい・ごやごや
・びじややびじやや・とそとそ・ろーろ・ひいらめら
・ちりめら・いりみたり・ちりみたり・いずちりみたり
・だめ・そだめ・とそてい・くらべいら・さばら
・びばら・いちり・びちりりちり・びちり・のうもそとはぼたなん
・そくりきし・くどきやうか・のうもらかたん・ごらだら
・ばらしやとにば・さんまんていのう・なしやそにしやそ
・のうまくはたなん・そわか

## 国内の文化財
彫刻

国宝　絹本著色孔雀明王像（東京国立博物館）

- 金剛峯寺（高野山霊宝館）像 - 快慶作、鎌倉時代、重要文化財
- 正暦寺像 - 鎌倉時代
- 聖天堂像 - 江戸時代

絵画
- 仁和寺像 - 北宋時代、国宝
- 東京国立博物館像 - 平安時代後期、国宝
- 法隆寺像 - 重要文化財
- 醍醐寺像（密教図像内） - 重要文化財
- 安楽寿院像 - 重要文化財
- 智積院像 - 重要文化財
- 松尾寺像 - 重要文化財
- サンリツ服部美術館像 - 重要文化財